# Salvador Clariana i Pinyol
Salvador Clariana i Pinyol (Reus, 18 de desembre de 1799 – 1875) va ser un músic i mestre de capella català.
Va estudiar música a Reus amb el compositor Hipólito Trullas, que aleshores era Mestre de Capella, i gràcies a ell, Clariana va signar un contracte amb l'Ajuntament de Reus per a donar classes de flauta, clarinet i oboè. Posteriorment, va crear una reunió filharmònica -la primera d'aquest caire a Reus- on els mateixos alumnes aportaven la part musical.
L'any 1833 va compondre un himne dedicat al general Manuel de Llauder i quatre anys més tard va fer un concert de música militar, en què s’interpretaren peces del seu propi repertori executades per 35 alumnes seus, destinat als generals Manuel Gurrea, Francisco Serrano i Aldama.
Participà en la primera guerra carlista com a músic major en el mateix batalló que el seu conciutadà Joan Prim, i de tornada a Reus es dedicà de nou a l'ensenyament musical, ara però, donant classes de piano.
Va ser primer clarinet de l'Orquestra de Reus i mestre de capella a la mateixa localitat.